# 참치캔

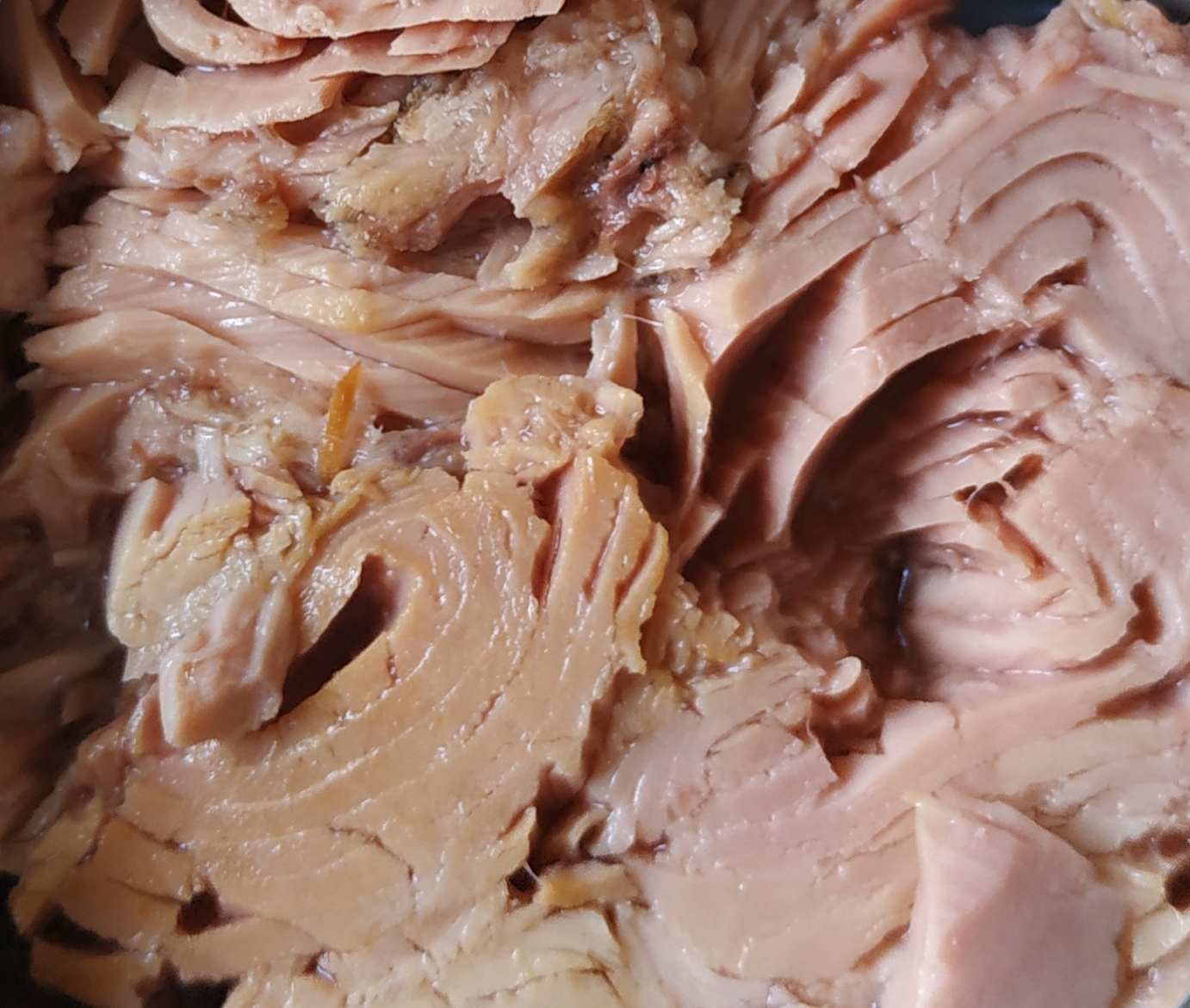
참치캔

참치캔 또는 참치통조림은 "참치"라 불리는 다랑어족 생선인 가다랑어나 날개다랑어, 황다랑어 등을 기름이나 물에 재어 통조림통에 보존한 것이다.

## 사진

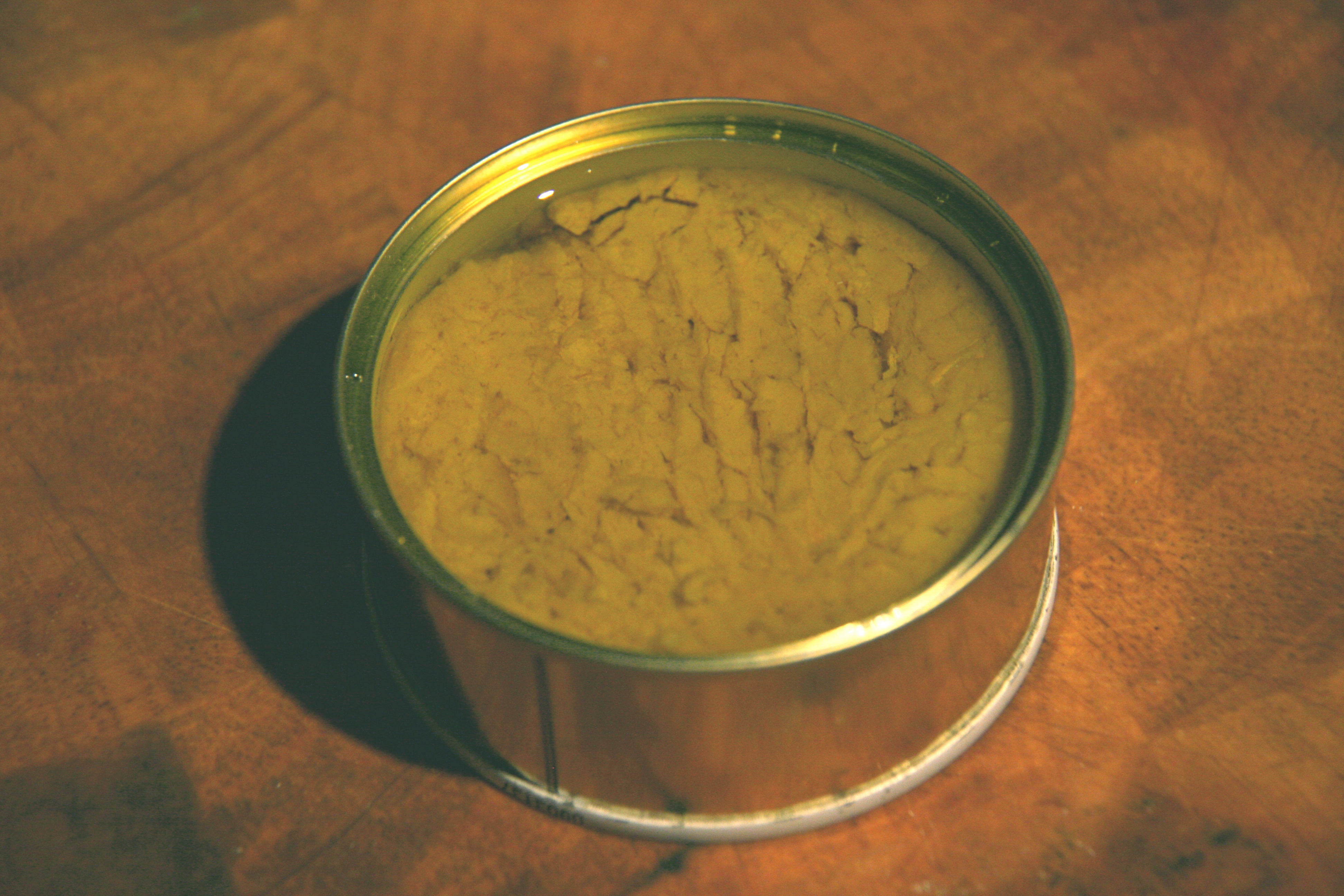
참치 통조림
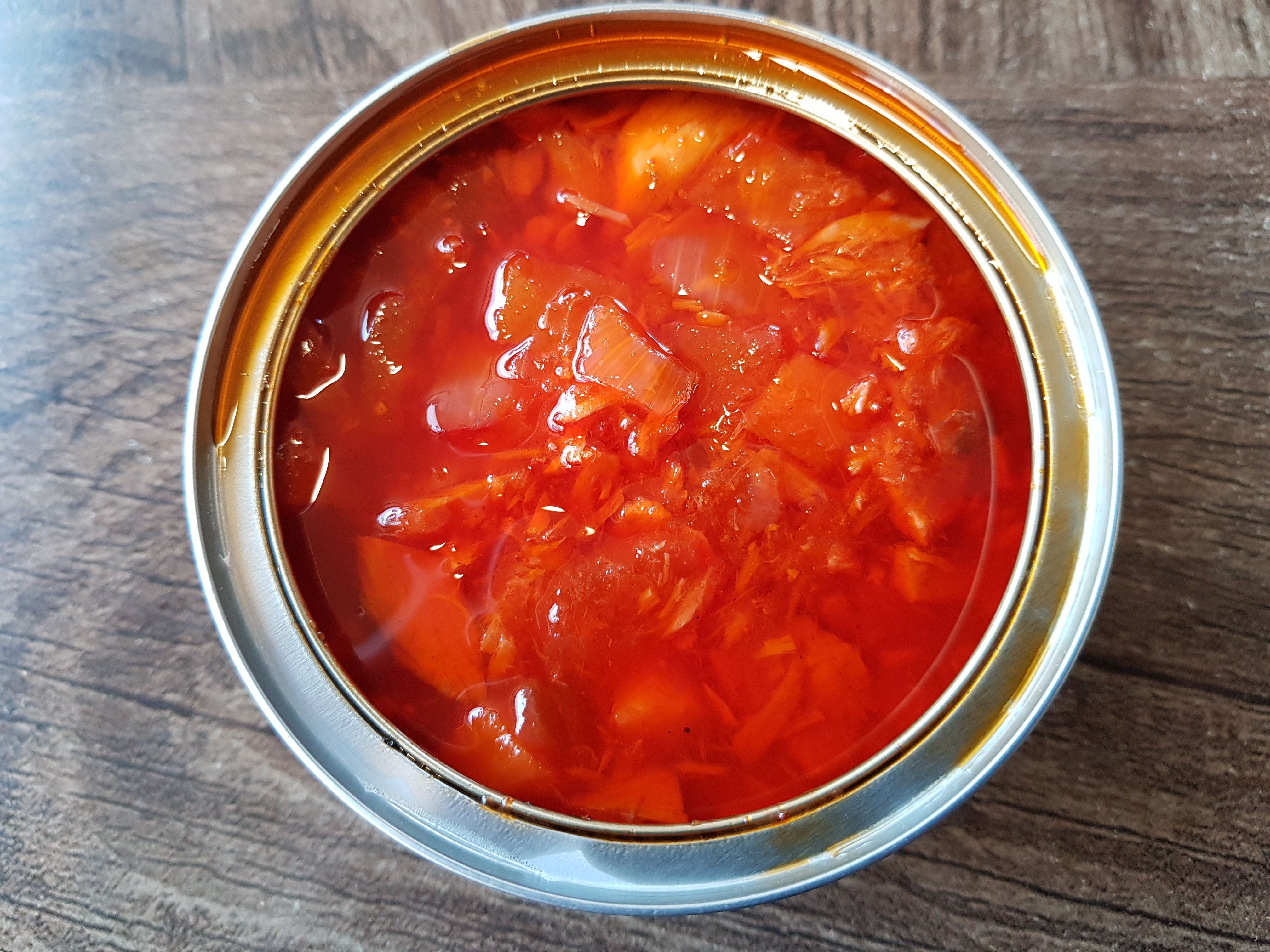
고추참치 통조림

## 같이 보기
- 고추참치